# Aega crenulata
Aega crenulata is een pissebed uit de familie Aegidae. De wetenschappelijke naam van de soort werd in 1859 gepubliceerd door Christian Frederik Lütken.